# Drakovci
Drakovci este o localitate din comuna Ljutomer, Slovenia, cu o populație de 247 de locuitori.